# Romane Miradoli
Romane Miradoli (* 10. März 1994 in Bonneville) ist eine französische Skirennläuferin. Sie fährt in den Disziplinen Abfahrt, Super-G und Riesenslalom.

## Biografie
Miradoli nahm im November 2009 erstmals an FIS-Rennen teil, feierte bereits im Januar des nächsten Jahres ihre ersten Siege und kam wenig später zu ersten Einsätzen im Europacup. Im März 2010 wurde sie Französische Juniorenmeisterin im Slalom und im Super-G, worauf sie nach dieser Saison in den Juniorenkader des Französischen Skiverbandes aufgenommen wurde. Im Winter 2010/2011 gewann Miradoli die ersten Punkte im Europacup, wobei ein 18. Platz in der Abfahrt von Krasnaja Poljana ihr bestes Saisonergebnis war. Bei ihren ersten Juniorenweltmeisterschaften 2011 in Crans-Montana wurde sie 13. im Slalom und 21. in der Abfahrt, schied in Riesenslalom und Super-G jedoch aus. Für die Saison 2011/2012 stieg Miradoli vom Junioren- in den B-Kader auf. Sie startete in diesem Winter vorrangig im Europacup und feierte am 7. Februar 2012 ihren ersten Sieg im Super-G von Jasná, nachdem zuvor ein 15. Platz ihr bestes Europacupergebnis gewesen war. Am nächsten Tag stand sie als Zweite des zweiten Super-G in Jasná erneut auf dem Podium, wodurch sie schließlich den zweiten Platz in der Super-G-Wertung belegte. Bei den Juniorenweltmeisterschaften 2012 in Roccaraso war ihr einziges Ergebnis der zehnte Platz im Riesenslalom. In Slalom und Super-G schied sie aus.
Nachdem Miradoli Anfang Dezember 2012 zwei weitere Europacuprennen gewonnen hatte, kam sie wenige Tage später in St. Moritz zu ihren ersten Einsätzen im Weltcup. Bisher erreichte sie aber noch in keinem Weltcuprennen die Punkteränge. Bei den Juniorenweltmeisterschaften 2013 gewann sie zwei Bronzemedaillen, in der Abfahrt und im Riesenslalom. Die ersten Weltcuppunkte errang sie am 12. Januar 2014 mit Platz 24 in der Super-Kombination von Zauchensee. Knapp zwei Monate später gewann sie bei den Juniorenweltmeisterschaften 2015 in Hafjell die Silbermedaille in der Kombination. Ihre bisher besten Ergebnisse sind ein 5. Platz beim Super-G von Bansko und ein 9. Platz in der Kombination von Bansko am 1. März 2015. Mit einem Sieg und einem zweiten Platz sicherte sie sich den ersten Platz in der Super-G-Disziplinenwertung des Europacups.
In der Saison 2015/16 startete Miradoli erstmals im A-Kader des französischen Teams in Abfahrt, Super-G und Kombination. Die Saison verlief jedoch wenig erfolgreich, da sie in sechs Rennen nur in der Kombination von Val-d’Isère Punkte holen konnte. Beim Super-G in Zauchensee landete sie als 10. in den Punkterängen. Am 19. Februar holte sie ihre ersten Weltcuppunkte in der Abfahrt als 29. In La Thuile. Zwei Tage später holte sie auf der gleichen Strecke den 5. Platz und erlangte ihr bisher bestes Ergebnis in einem Weltcuprennen. Am darauffolgenden Wochenende konnte sie ihre gute Form mit zwei Top-10-Resultaten in Soldeu bestätigen. Beim Super-G in Lenzerheide kam sie als beste Französin auf den 14. Platz und qualifizierte sich für das Weltcupfinale in St. Moritz. Dort konnte sie zwar nicht das Ziel erreichen, landete jedoch als beste Französin in der Disziplinenwertung mit 116 Punkten auf Rang 18. Ihre bis dahin beste Saison konnte sie bei den französischen Meisterschaften mit zwei Medaillen in Les Menuires – Bronze in der Abfahrt, Gold im Super-G – beenden.
Beim zweiten Weltcup-Riesenslalom in Courchevel am 14. Dezember 2020 stürzte sie im ersten Lauf und riss sich das Kreuzband im linken Knie, weshalb sie für die weitere Saison 2020/21 ausfiel. Am 5. März 2022 gelang ihr beim Super-G in Lenzerheide der erste Weltcupsieg.

## Erfolge

### Olympische Spiele
- Pyeongchang 2018: 18. Abfahrt, 19. Super-G
- Peking 2022: 11. Super-G, 13. Abfahrt

### Weltmeisterschaften
- St. Moritz 2017: 16. Kombination, 16. Super-G, 31. Abfahrt
- Åre 2019: 17. Super-G, 20. Abfahrt, 25. Riesenslalom
- Méribel 2023: 15. Abfahrt, 16. Super-G
- Saalbach-Hinterglemm 2025: 11. Team-Kombination, 15. Super-G, 23. Abfahrt

### Weltcup
- 4 Podestplätze in Einzelrennen, davon 1 Sieg:

| Datum        | Ort         | Land    | Disziplin |
| ------------ | ----------- | ------- | --------- |
| 5. März 2022 | Lenzerheide | Schweiz | Super-G   |

- 1 Podestplatz in Mannschaftswettbewerben

### Weltcupwertungen
| Saison  | Gesamt | Gesamt | Abfahrt | Abfahrt | Super-G | Super-G | Riesenslalom | Riesenslalom | Kombination | Kombination |
| Saison  | Platz  | Punkte | Platz   | Punkte  | Platz   | Punkte  | Platz        | Punkte       | Platz       | Punkte      |
| ------- | ------ | ------ | ------- | ------- | ------- | ------- | ------------ | ------------ | ----------- | ----------- |
| 2013/14 | 112.   | 7      | –       | –       | –       | –       | –            | –            | 24.         | 7           |
| 2014/15 | 75.    | 45     | –       | –       | 38.     | 16      | –            | –            | 9.          | 29          |
| 2015/16 | 51.    | 165    | 51.     | 2       | 18.     | 116     | –            | –            | 18.         | 47          |
| 2016/17 | 78.    | 59     | 48.     | 7       | 33.     | 32      | –            | –            | 31.         | 20          |
| 2017/18 | 59.    | 116    | 38.     | 21      | 25.     | 69      | –            | –            | 21.         | 26          |
| 2018/19 | 23.    | 341    | 14.     | 169     | 12.     | 119     | 40.          | 17           | 7.          | 36          |
| 2019/20 | 17.    | 330    | 18.     | 153     | 12.     | 138     | 48.          | 3            | 14.         | 36          |
| 2020/21 | 98.    | 20     | –       | –       | –       | –       | 39.          | 20           | –           | –           |
| 2021/22 | 18.    | 444    | 20.     | 149     | 9.      | 275     | 41.          | 20           | –           | –           |
| 2022/23 | 37.    | 246    | 27.     | 82      | 15.     | 161     | 47.          | 3            | –           | –           |
| 2023/24 | 34.    | 262    | 32.     | 47      | 12.     | 215     | –            | –            | –           | –           |

### Europacup
- Saison 2011/12: 2. Super-G-Wertung
- Saison 2012/13: 5. Gesamtwertung, 1. Kombinationswertung, 10. Riesenslalomwertung
- Saison 2013/14: 9. Gesamtwertung, 4. Super-G-Wertung, 6. Kombinationswertung
- Saison 2014/15: 9. Gesamtwertung, 1. Super-G-Wertung, 7. Abfahrtswertung,
- Saison 2015/16: 5. Kombinationswertung, 7. Super-G-Wertung
- 12 Podestplätze, davon 5 Siege:

| Datum            | Ort       | Land       | Disziplin    |
| ---------------- | --------- | ---------- | ------------ |
| 7. Februar 2012  | Jasná     | Slowakei   | Super-G      |
| 2. Dezember 2012 | Kvitfjell | Norwegen   | Super-G      |
| 4. Dezember 2012 | Trysil    | Norwegen   | Riesenslalom |
| 16. Februar 2015 | Davos     | Schweiz    | Super-G      |
| 25. Januar 2016  | Châtel    | Frankreich | Super-G      |

### Juniorenweltmeisterschaften
- Crans-Montana 2011: 13. Slalom, 21. Abfahrt
- Roccaraso 2012: 10. Riesenslalom
- Québec 2013: 3. Abfahrt, 3. Riesenslalom, 4. Super-G
- Hafjell 2015: 2. Kombination, 4. Super-G, 22. Abfahrt

### Weitere Erfolge
- 7 französische Meistertitel: Abfahrt 2018, 2019 und 2022, Super-G 2016, 2019, 2022, Kombination 2022
- Französische Juniorenmeisterin im Riesenslalom und im Super-G 2010
- 23 Siege in FIS-Rennen